# جعيديات
جُعَيْدِيَّات (الاسم العلمي Ringiculidae)، فصيلة من الرخويات معديات الأرجل خلفيات الخياشيم. أجناسها وأنواعها المعاصرة المعروفة عديدة منتشرة في معظم بحار الحارة والمعتدلة الحرارة. أصدافها شبه يرمعية الشكل، مزمومة الفوهات المجعدة المعتدلة الأنفراج، لولبية القسم العلوي الدقيق الأعقاب.